# Amtsverfassung im Herzogtum Westfalen
Die Amtsverfassung im Herzogtum Westfalen war ein entscheidendes Instrument der Erzbischöfe von Köln zum Aufbau und zur Absicherung ihrer Landesherrschaft im Herzogtum Westfalen. Die Anfänge lassen sich bis in die 2. Hälfte des 13. Jahrhunderts zurückverfolgen. Diese Institution bestand bis zur Übernahme des Herzogtums Westfalen durch Preußen und bis zur Bildung von Landkreisen nach 1815. Die Vereinigung von wirtschaftlichen und militärischen Aufgaben in der Person des Amtmannes markiert den Beginn der Amtsverfassung. Äußerlich sichtbares Zeichen ist die Aufteilung des Herzogtums Westfalens in viele Ämter, die für sich betrachtet ebenfalls eigene, kleine Territorien bildeten.

## Entstehung und Bedeutung
Ursprung, Entstehung und Entwicklung der Ämter im Herzogtum Westfalen waren nicht einheitlich. In den schon früh kölnischen Gebieten bildeten die erzbischöflichen Grundherrschaften eine der beiden Keimzellen für die Entstehung der Ämter. Beispiele hierfür sind Soest, Hovestadt und Menden. Die Grundherrschaft beziehungsweise Villikation war eine ältere Einrichtung zur Verwaltung des erzbischöflichen Grundbesitzes. Der Verwalter einer Villikation war der Schulte. Während sie zunächst nach Lehnrecht erblich vergeben wurden, versuchte der Kölner Erzbischof mit Erfolg seit dem Beginn des 13. Jahrhunderts, diese Erblichkeit einzuschränken und stattdessen absetzbare Beamte einzusetzen.
Die andere Keimzelle der Ämter bestand in den sogenannten Gografschaften. Nach der Eroberung Sachsens hatten die Franken die Goe als unterste Verwaltungsbezirke eingeführt. Diese hatten militärische und gerichtliche Funktionen. So war mit der Gogerichtsbarkeit das Recht zum Aufgebot der Waffenfähigen einer Gografschaft verbunden. Ursprünglich nur mit niedergerichtlichen Befugnissen ausgestattet, zogen die Gografen nach und nach immer mehr hochgerichtliche Rechte an sich. Ein entscheidendes Merkmal hierfür war das Recht, auf Leben und Tod zu urteilen, die Blutgerichtsbarkeit. Dies war ein Recht, das ursprünglich nur dem Landesherrn zustand. Insofern ist der Besitz dieses Rechtes ein wichtiges Indiz dafür, wem in einem Gebiet die Herrschaft zukam.
Folgerichtig beanspruchten die Erzbischöfe von Köln etwa ab 1300 die Einsetzung aller Gografen in ganz Westfalen für sich als Ausfluss ihrer Herzogsgewalt, die sie seit dem Sturz von Heinrich dem Löwen (1180) innehatten. Aus dem gleichen Grund ließ sich 1338 Gottfried IV. Graf von Arnsberg von Ludwig IV. mit drei seiner Gografschaften vom König belehnen, um so die Ansprüche des Erzbischofs zurückweisen zu können. Als Ausdruck der Blutgerichtsbarkeit sollte der Gograf nur dann Urteile fällen dürfen, wenn er zuvor vom Herzog mit dem Schwert versehen worden war.
Im Herzogtum Westfalen scheint es ein West-Ost-Gefälle gegeben zu haben, was die tatsächliche Durchsetzung der Blutgerichtsbarkeit anging. Während im Westen die Gografen schon früh hochgerichtliche Befugnisse erwarben, gelang ihnen dieses im Osten oft erst nach 1500. Die Städte gehörten anfangs mit zu den Gogerichtsbezirken, wurden dann aber durch erzbischöfliche Privilegien vielerorts daraus herausgenommen. So gab es Gografen für Städte und für die sie umgebenden Landbezirk.
Der Übergang von der Gografschaft zum Amtsbezirk kann man feststellen, wenn entweder dem Gografen ein Amtmann vorgesetzt wurde, oder der Gograf selbst zum Amtmann ernannt wurde. Die Gerichtseinnahmen, die Gefälle, galten von dieser Zeit ab als Amtseinnahmen.

## Begriffe und Amtsbezeichnungen
Der oberste Verwalter eines Amtes wurde „officiatus“ beziehungsweise „Amtmann“ genannt. Daneben gibt es die Begriffe „Schulte“ und  „dapifer“ beziehungsweise „Droste“, die schon im 13. Jahrhundert mit der gleichen Bedeutung benutzt wurden. In der Grafschaft Arnsberg ist der Begriff Droste, der hier vermutlich mehr finanzielle Aufgaben hatte, um 1300 fast ganz verschwunden und durch den „Kellner“ ersetzt worden. Gegen Ende des 14. Jahrhunderts taucht er dann wieder auf und setzt sich allmählich als gebräuchliche Bezeichnung des Amtmannes durch.

## Rechtliche Stellung und Aufgaben
Als Beamter des Landesherrn war der Amtmann absetzbar. Dadurch befand er sich in einer wesentlich stärkeren Abhängigkeit als etwa ein Lehnsmann. Die Amtsdauer scheint soweit erkennbar zumindest in der Anfangszeit sechs bis sieben Jahre betragen zu haben. Ämter waren aber auch schon einmal verpfändet. Dann konnte die Amtszeit länger dauern. Häufig stammten die Amtmänner aus regionalen Adelsfamilien.
Etwa ab der 2. Hälfte des 13. Jahrhunderts erhielt der Droste die Aufgabe, die erzbischöflichen Einkünfte in seinem Zuständigkeitsbereich einzutreiben und zu verwalten. Seinen Sitz hatte er oft auf einer wichtigen Burg, manchmal auch in einer Stadt. An befestigten Orten ließen sich die erzbischöflichen Einkünfte sicherer aufbewahren als woanders. Um sie zu schützen, wurden die Amtmänner gleichzeitig zu Befehlshabern der Burgen. Später wurden ihre militärischen Aufgaben auch auf den Schutz des Landes in ihrem Einflussbereich ausgedehnt.
Neben diesen Aufgaben hatte der Amtmann auf die Korrektheit der Maße und Gewichte in seinem Amtsbezirk zu achten und Verstöße dagegen zu ahnden. Im Grunde genommen hatten die Amtmänner die Aufgaben in ihren Amtsbezirken, die der Marschall und später der Landdrost von Westfalen für das ganze Land wahrzunehmen hatten. In seiner Funktion als militärischer Oberbefehlshaber in seinem Amt hatte er bei Gefahr für die Sicherheit des Amtes die Gografen mit ihren Gemeinden aufzubieten. Er durfte aber von sich aus keine Fehden beginnen. Falls aber der Erzbischof oder sein Marschall in Westfalen in Fehden verwickelt wurde, musste sie der Amtmann in deren Namen und auf Kosten seines Herrn führen.

## Einzelne Ämter bis um 1500
Die Entstehungszeit lässt sich nur grob erfassen. Während um 1300 die Entwicklung der Ämter noch nicht abgeschlossen war, so waren sie um 1330 vollständig in ihren charakteristischen Funktionen ausgebildet. Man erkennt dies zum Beispiel daran, dass der Erzbischof von Köln im Jahr 1333 ausdrücklich seine Ämter in Westfalen verpfändet. Es handelte sich in diesem Fall um die Ämter Waldenburg, Menden, Werl, Hovestadt, Brilon, Rüthen und Medebach.
Nach dem Tod des letzten Erbschulten von Soest um 1300 setzte der Erzbischof einen Beamten als Verwalter seines Grundbesitzes in der Soester Börde ein. Seinen Sitz hatte er in Hovestadt. Nach der Soester Fehde bildete Hovestadt-Oestinghausen ein verkleinertes Amt, während Soest den Rest des alten Amtes besaß.
In der alten Grafschaft Arnsberg war es die Drostei oder auch das Schultenamt, woraus sich die Ämter entwickelten. Militärische Aufgaben erhielten sie nachweisbar erst nach dem Kauf der Grafschaft. Von daher ist umstritten, ob die Grafschaft Arnsberg schon die Amtsverfassung kannte. Ämter der ehemaligen Grafschaft waren vor allem Balve, Neheim, Arnsberg, Hirschberg und Eversberg. Hierbei hatte Arnsberg eine übergeordnete Stellung, was am Titel „Oberster Amtmann“ sichtbar wird.
In den Gebieten von Fredeburg und Bilstein wurde erst nach der Erwerbung durch Kurköln die Amtsverfassung eingeführt. Vorläufer des Amtmannes war jeweils ein Burghauptmann. Eine Sonderstellung nahm das Amt Waldenburg ein, das lange Zeit als vom Gebiet des westfälischen Marschallamtes unabhängig galt. Vermutlich hing das mit seiner bis 1368 von den übrigen kurkölnischen Gebieten abgetrennten Lage zusammen. Diese besondere Stellung besaß es noch im 15. Jahrhundert, was sich in einer eigenen Erblandvereinigung zeigt, die im Jahr 1462 abgeschlossen wurde. Nach der Soester Fehde wurde das Amt häufig durch denselben Amtmann wie Fredeburg und Bilstein verwaltet.
Das Amt Siegen, das noch um 1300 im Besitz des Erzbischofs war, ging im Laufe des 14. Jahrhunderts verloren. Das Herforder Gogericht besaß der Erzbischof schon vor 1300. Erzbischof Dietrich von Moers verpfändete dieses Gogericht, das 1472 an den Herzog von Jülich-Berg gelangte. Noch 1535 beanspruchte der Kölner Erzbischof das Gogericht, konnte den Anspruch aber nie mehr durchsetzen. Weitere Gogerichte, die der Erzbischof im Raum Detmold und Lemgo besessen hatten, waren schon um 1400 an den Edelherren zu Lippe übergegangen. Im Westen waren die Gogerichte Wickede und Langschede, die ursprünglich zum Gogericht Menden gehört hatten, spätestens im 14. Jahrhundert an den Grafen von der Mark verloren gegangen. Das Gleiche gilt für die Gogerichte Hagen und Schwelm.